# Stein (Schiff)
Die Stein war eine Gedeckte Korvette der Bismarck-Klasse, die Ende der 1870er Jahre für die Kaiserliche Marine gebaut wurde. Sie war nach dem preußischen Staatsminister Heinrich Friedrich Karl vom und zum Stein (1757–1831) benannt. Sie war das letzte von sechs Schiffen der Klasse.
Die Korvetten der Bismarck-Klasse wurden Anfang der 1870er Jahre im Rahmen eines großen Marinebauprogramms bestellt. Sie sollten als Flottenaufklärer und auf ausgedehnten Einsatzfahrten in überseeischen Interessensgebieten des deutschen Kaiserreichs Dienst tun. Die Kiellegung der Stein war 1878, im September 1879 fand der Stapellauf statt und im Oktober 1880 folgte die Indienststellung. Als Hauptbewaffnung verfügte das Schiff über eine Batterie von zwölf 15-cm-Ringkanonen und dazu über ein vollständiges Segelrigg, um die ebenfalls vorhandene Dampfmaschine auf langen Einsatzfahrten in Übersee zu ergänzen.
Die Stein diente fast ihre gesamte Karriere als Schulschiff. Ihre einzige Aufgabe außerhalb der Trainingseinsätze absolvierte sie zu Beginn ihrer Karriere, als sie 1883 und 1884 eine Ersatzmannschaft für ihr Schwesterschiff Stosch in chinesische Gewässer beförderte. Den Rest ihrer Dienstzeit verbrachte sie damit, Fähnriche, Seekadetten und Schiffsjungen auszubilden. Einer der bekannteren Seekadetten war der spätere Leiter des Amtes Ausland/Abwehr, Admiral Wilhelm Canaris, ein weiterer Georg von Hase. Weiterhin nahm sie an den regelmäßigen Manövern des Übungsgeschwaders und der Flotte teil, zudem auch regelmäßige Langstreckentrainingsfahrten nach Übersee, typischerweise entweder ins Mittelmeer oder nach Westindien. Auf diesen Fahrten besuchte die Stein, auch im Verband mit den anderen Schulschiffen, ausländische Häfen zu Repräsentationszwecken, aber auch, um im Sinne einer Kanonenbootpolitik deutsche Interessen mittels Machtprojektion zu schützen. Das Schiff diente in dieser Rolle von 1885 bis 1908, wurde dann aus dem Seeregister gestrichen und als Hulk verwendet. Sie diente in dieser Funktion auch während des gesamten Ersten Weltkriegs und wurde 1920 abgewrackt.

## Geschichte

### Bau und Indienststellung
Der Kiel für Stein wurde 1878 bei der AG Vulcan in Stettin unter dem Vertragsnamen „Ersatz Hertha“ auf Kiel gelegt, da sie als Ersatz für dieses Schiff in den Dienst die Flotte kommen sollte. Sie wurde am 14. September 1879 von Kaiser Wilhelm I. auf den Namen Stein getauft. Während sie von Stettin nach Kiel geschleppt wurde, lief sie auf ein bis dahin nicht bekanntes Riff vor Prerow, blieb aber unbeschädigt. Ab dem 23. Mai 1880 begannen auf der Kaiserlichen Werft Kiel die Arbeiten zur Ausrüstung und Bewaffnung des Schiffes, und ab dem 21. Oktober wurden Seeversuche durchgeführt, die jedoch am 23. Dezember wegen des Winters vorübergehend eingestellt wurden. Ab dem 15. März 1881 wurden die Seeversuche weitergeführt, die bis zum 30. April dauerten. Anschließend wurde das Schiff zunächst der Reserve zugeteilt und am 23. Mai 1882 nach Wilhelmshaven verlegt.

### Einsatzjahre 1883–1888
Obwohl die Stein als Schulschiff vorgesehen war, wurde sie am 1. Juli 1883 aktiviert, um Ersatzmannschaften zu im Ausland stationierten deutschen Kriegsschiffen zu bringen. Der zu dieser Zeit üblichen Praxis, zivile Schiffe für diesen Zweck zu chartern, konnte nicht gefolgt werden, da keine solchen Schiffe zur Verfügung standen. Die Stein verließ folgerichtig Wilhelmshaven am 16. Juli in Richtung Hongkong, wo sie am 4. November auf ihr Schwesterschiff Stosch traf. Nach dem Austausch der Besatzungen begann sie am 10. November die Rückreise und kam am 6. Januar 1884 in Wilhelmshaven an, wo sie elf Tage später außer Dienst gestellt wurde. Am 14. April 1885 wurde sie als Ausbildungsschiff für Vierjährig-Freiwillige wieder in Dienst gestellt und war bis Mitte Juli mit Trainingsfahrten in der Nord- und Ostsee beauftragt. Zu diesem Zeitpunkt trat sie als Flaggschiff von Konteradmiral Louis von Blanc dem sogenannten „Übungsgeschwader“ der Kaiserlichen Marine bei. Sie nahm an den jährlichen Flottenmanövern im August und September teil, bei denen simulierte Angriffe auf die Stützpunkte in Kiel und Wilhelmshaven durchgeführt wurden.
Nach einer Reihe von Unfällen während der Sommermanöver beschloss die deutsche Marine, statt wie üblich ihre Schiffe in den Wintermonaten zu deaktivieren, auch in den Wintermonaten Übungen abzuhalten und stellte erneut ein Geschwader, wiederum mit der Stein als Flaggschiff, ihrem Schwesterschiff Moltke und den Korvetten Marie und Ariadne auf. Die vier Schiffe verließen Wilhelmshaven am 11. Oktober mit Ziel Westindien, hielten am 13. November aber in Kap Verde an, wo sie aufgrund der Spannungen mit Spanien wegen der Karolinenfrage zwei Wochen blieben. Der Konflikt mit Spanien wurde bis zum 30. November beigelegt und die Schiffe setzten ihre Fahrt in die Karibik fort, wo sie Häfen in der Region bereisten. Anfang 1886 erfolgte die Rückfahrt bis zum 27. März nach Wilhelmshaven, wo das Geschwader drei Tage später aufgelöst wurde.
Die Stein ging anschließend zur Reparatur in die Werft, bevor die Einzelausbildungsfahrten am 3. Mai 1886 wieder aufgenommen wurden. Das Übungsgeschwader wurde am 19. Juli reaktiviert und die Stein war erneut Flaggschiff. Die weiteren Schiffe waren die Moltke und die Korvetten Sophie und Prinz Adalbert sowie das Panzerschiff Hansa. Die Einheit führte Übungen in der Ostsee durch, gefolgt von den jährlichen Manövern mit dem Rest der Flotte im August und September. Die Winterübungsfahrt nach Westindien begann am 14. Oktober ohne die Hansa. Auf dem Weg nach Lissabon wurde die Sophie nach Westafrika abkommandiert, stattdessen stieß nach der Ankunft in der Karibik die neue Korvette Nixe zum Verband. Spannungen mit Frankreich zwangen das Geschwader, am 3. Februar 1887 vorzeitig nach Hause zurückzukehren. Als das Geschwader am 11. März die Küste Irlands erreicht hatte, hatte sich die Situation zwar beruhigt, der Befehl zur Rückkehr wurde aber beibehalten. Während des Aufenthalts in Southampton nahmen die Besatzungen am 22. März an den offiziellen Feiern zum 90. Geburtstag Wilhelms I. teil. Die Schiffe erreichten Wilhelmshaven am 30. März und das Geschwader wurde am 4. April erneut aufgelöst.
Der Rest des Jahres 1887 folgte einem ähnlichen Muster wie in den Vorjahren und nach Abschluss der üblichen Wartungen wurde das Trainingsgeschwader unter dem Kommando von Konteradmiral Philipp von Kall mit Stein als Flaggschiff und einschließlich ihrer Schwesterschiffe Gneisenau und Moltke sowie weiterhin Prinz Adalbert erneut aktiviert. Die Übungen wurden durch die Teilnahme an der Zeremonie zum Baubeginn des Kaiser-Wilhelm-Kanals im Juni unterbrochen. Am 1. Oktober begann die Winterübungsfahrt ins Mittelmeer. Beim Aufenthalt in Neapel am 19. November brach an Bord der Stein ein Feuer aus, dass schnell mit Hilfe der Besatzungen von Prinz Adalbert und der italienischen Korvette Vittorio Emanuele gelöscht werden konnte. Die Stein musste allerdings repariert werden und Kall nutzte vom 19. November bis 8. Januar 1888 die Gneisenau als Flaggschiff. Am 13. März begann die Rückreise nach Deutschland über Madeira und São Vicente bis zur Ankunft am 10. April in Wilhelmshaven. Fünf Tage später wurde das Geschwader erneut aufgelöst.

### Einsatzjahre 1888–1897

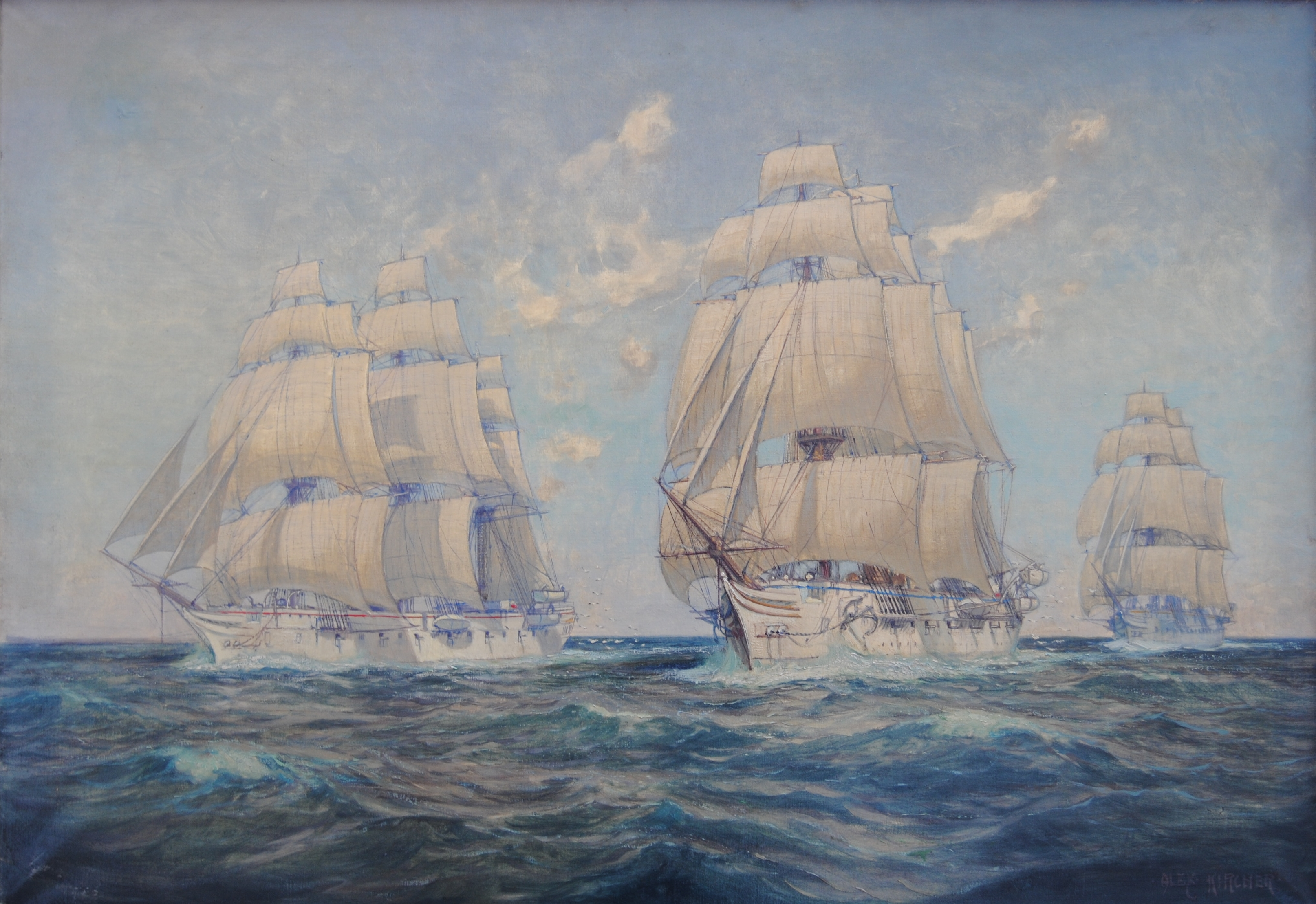
Die Schulschiffe der Kaiserlichen Marine Stosch, Stein und Gneisenau unter vollen Segeln 1896

Im Sommer 1888 wurde das Trainingsprogramm durch einen Besuch des gerade inthronisierten Kaisers Wilhelm II. in Sankt Petersburg, Stockholm und Kopenhagen unterbrochen, den die Schiffe des Übungsgeschwaders zu Repräsentationszwecken begleiteten, um sich dann im August dem Rest der Flotte für die jährlichen Herbstmanöver anzuschließen. Am 20. September wurde die Stein für einen größeren Umbau außer Dienst gestellt, bei dem die Kessel, die Besatzungsräume sowie die Bewaffnung modernisiert wurde. Das Schiff konnte nun bis zu 50 Kadetten und 210 Schiffsjungen unterbringen. Erst zu diesem Zeitpunkt wurde das Schiff auch offiziell in die Liste der Schulschiffe aufgenommen. Die Arbeiten wurden zum 27. April 1893 abgeschlossen und das Schiff lief in die Ostsee, wo sie am 26. Mai vor Ekensund auf Grund lief und anschließend mit der Stosch Stockholm besuchte, wo sie vom schwedischen König Oskar II. und Ludwig III. von Bayern besucht wurde. Ende Juli nahm das Schiff mit der Gneisenau an der Cowes-Regatta als Begleitung für Kaiser Wilhelm II. teil.
Für den Rest des Jahres 1893 sowie 1894 und 1895 folgte die Stein der üblichen Routine aus Herbstmanövern und Winterübungsreisen. Bei den Flottenmanövern diente die das Schiff jeweils erneut als Flaggschiff der Übungsdivision.
Im Juni 1895 war die Korvette als Teil der IV. Division unter dem Kommando von Konteradmiral Otto von Diederichs bei der Eröffnung des Kaiser-Wilhelm-Kanals anwesend. Erneut folgten Trainingsfahrten sowie die Teilnahme an den Herbstmanövern und der Winterübungsreise nach Westindien. Nach einem Besuch in Havanna erfolgte anschließend ein Einsatz in Caracas Anfang 1896, um den deutschen Botschafter im Sinne einer klassischen Kanonenbootdiplomatie bei Verhandlungen mit der venezolanischen Regierung zur Bezahlung einer im Dezember 1893 in Venezuela eröffneten Eisenbahnlinie zu unterstützen. Die Stein erreichte Kiel am 18. Februar.
Im Sommer des Jahres führten Stein und Stosch gemeinsam Übungen in der Ostsee durch und besuchten zwischen dem 8. und 15. Juli Kronstadt und Sankt Petersburg, wo Zar Nikolaus II. die Offiziere beider Schiffe empfing. Nach den Flottenmanövern lief das Übungsgeschwader in diesem Jahr ins Mittelmeer, um auf Unruhen im Osmanischen Reich zu reagieren. Nachdem die Stein in mehreren Häfen in der Levante und mit Moltke und Gneisenau Alexandria besucht hatte, erfolgte die Rückfahrt bis zum 25. März 1897 nach Kiel.

### Einsatzjahre 1897–1920
Nach den Flottenmanövern 1897, bei dem die Stein Teil der Aufklärungsgruppe der Hauptflotte war, kam am 19. September Admiral Hans Koester, der Chef der Marinestation der Ostsee, an Bord des Schiffes, um Wilhelm II. bei den Feierlichkeiten zum 25. Thronjubiläum von Oscar II. von Schweden zu vertreten. Die Winterübungsfahrt startete daher verspätet am 2. November nach Westindien, wo die Stein zusammen mit der Charlotte in Haiti eingesetzt waren, um zwangsweise eine deutsche Reklamation durchzusetzen. Auf der Rückfahrt machte sie in Antwerpen Halt, wo die Besatzung an den Feierlichkeiten zum 25. Jahrestag der Thronbesteigung Leopolds II. von Belgien teilnahm, bevor die Stein am 27. März 1898 Kiel erreichte, wo sie am 19. April außer Dienst gestellt wurde.
Als die Gneisenau am 16. Dezember 1900 in einem Sturm vor Málaga zerstört worden war, wurde die Stein erneut reaktiviert, um ihren Platz im Übungsgeschwader einzunehmen. Am 28. Januar 1901 startete sie ihre erste Trainingsfahrt in Richtung Lissabon und Gibraltar. Am 1. April kehrte sie nach Kiel zurück und nahm vom 30. Mai bis 1. August an weiteren Manövern teil, besuchte Riga, um an den Feierlichkeiten zum 700. Jahrestag der Gründung der Stadt teilzunehmen, und bereiste einige Häfen in der Nordsee. Sie begann dann eine weitere Trainingsfahrt nach Westindien. Während eines Zwischenstopps in San Sebastián besuchte der spanische König Alfons XIII. das Schiff. Die Stein erreichte am 18. Oktober Port of Spain und trat damit der Ostamerikanischen Kreuzerdivision bei, kehrte jedoch bereits am 6. Januar 1902 nach Deutschland zurück. Am 17. März verlegte sie nach Kiel zurück und hielt erneut Übungen in der Ostsee und Nordsee ab.
Am 29. Juli begann die Stein eine weitere Übungsfahrt mit Ziel Mittelmeer mit Zwischenstopp auf den Azoren an. Sie besuchte Konstantinopel am 10. November, wo Sultan Abdul Hamid II. den Schiffskommandanten und die anderen höheren Offiziere empfing. Die Stein ging dann nach Piräus, wo das Stationsschiff Loreley einen deutschen Seemann festhielt, der wegen Mordes angeklagt worden war. Die Stein nahm den Mann an Bord, um ihn zur Entscheidung nach Deutschland zurückzubringen. Auf der Rückfahrt passierte die Stein als erstes deutsches Kriegsschiff den Kanal von Korinth. Am 18. März 1903 erreichte das Schiff Kiel und unternahm nach einer Überholung ab dem 15. Mai weitere Schulungsfahrten, zunächst in Nord- und Ostsee, später im Jahr die Winterreise nach Westindien und Nordamerika bis zum 22. März 1904. Die folgenden Jahre verliefen in ähnlicher Weise. 1905 erfolgten Trainingsfahrten in der Nordsee und Island und die Winterübungsfahrt ins Mittelmeer, wo das Schiff auf Korfu am 21. Oktober sein 25. Dienstjubiläum feiern konnte. Es war am 18. März 1906 in der Heimat zurück. 1906 erfolgten Trainingsfahrten in der Ostsee und eine Überseefahrt nach Westindien, von der die Stein am 20. März 1907 zurück war, und 1907 schließlich ab dem 17. Juli ihre letzte Überseefahrt über Funchal ins Mittelmeer. Am 21. März 1908 kehrte sie nach Kiel zurück und ging dann nach Wilhelmshaven, wo sie am 3. April zum letzten Mal außer Dienst gestellt wurde. Sie wurde am 21. Mai aus dem Seeregister gestrichen und als Hulk verwendet. Die Funktion hatte das Schiff im Ersten Weltkrieg inne und wurde nach Kriegsende verkauft und 1920 verschrottet.